# Gran Premio de Japón de Motociclismo de 2013
El Gran Premio de Japón de Motociclismo de 2013 (oficialmente Airasia Grand Prix of Japan) fue la decimoséptima prueba del Campeonato del Mundo de Motociclismo de 2013. Tuvo lugar en el fin de semana del 25 al 27 de octubre de 2013 en el circuito Twin Ring situado en la localidad de Motegi, prefectura de Tochigi, Japón.
La carrera de MotoGP fue ganada por Jorge Lorenzo, seguido de Marc Márquez y Dani Pedrosa. Pol Espargaró fue el ganador de la prueba de Moto2, por delante de Mika Kallio y Thomas Lüthi. La carrera de Moto3 fue ganada por Álex Márquez, Maverick Viñales fue segundo y Jonas Folger tercero.

## Resultados

### Resultados MotoGP
| Pos.    | N.º | Piloto             | Constructor  | Vueltas | Tiempo    | Parrilla | Puntos |
| ------- | --- | ------------------ | ------------ | ------- | --------- | -------- | ------ |
| 1       | 99  | Jorge Lorenzo      | Yamaha       | 24      | 42:34.291 | 1        | 25     |
| 2       | 93  | Marc Márquez       | Honda        | 24      | +3.188    | 2        | 20     |
| 3       | 26  | Dani Pedrosa       | Honda        | 24      | +4.592    | 4        | 16     |
| 4       | 19  | Álvaro Bautista    | Honda        | 24      | +19.755   | 7        | 13     |
| 5       | 6   | Stefan Bradl       | Honda        | 24      | +22.810   | 8        | 11     |
| 6       | 46  | Valentino Rossi    | Yamaha       | 24      | +24.637   | 5        | 10     |
| 7       | 35  | Cal Crutchlow      | Yamaha       | 24      | +27.496   | 11       | 9      |
| 8       | 38  | Bradley Smith      | Yamaha       | 24      | +30.969   | 13       | 8      |
| 9       | 69  | Nicky Hayden       | Ducati       | 24      | +37.010   | 3        | 7      |
| 10      | 4   | Andrea Dovizioso   | Ducati       | 24      | +42.944   | 6        | 6      |
| 11      | 21  | Katsuyuki Nakasuga | Yamaha       | 24      | +53.345   | 12       | 5      |
| 12      | 5   | Colin Edwards      | FTR Kawasaki | 24      | +1:03.213 | 14       | 4      |
| 13      | 14  | Randy de Puniet    | ART          | 24      | +1:06.840 | 17       | 3      |
| 14      | 29  | Andrea Iannone     | Ducati       | 24      | +1:08.218 | 15       | 2      |
| 15      | 68  | Yonny Hernández    | Ducati       | 24      | +1:18.240 | 10       | 1      |
| 16      | 8   | Héctor Barberá     | FTR          | 24      | +1:19.108 | 22       |        |
| 17      | 7   | Hiroshi Aoyama     | FTR          | 24      | +1:21.174 | 18       |        |
| 18      | 9   | Danilo Petrucci    | Ioda-Suter   | 24      | +1:30.546 | 16       |        |
| 19      | 70  | Michael Laverty    | ART          | 24      | +2:23.358 | 19       |        |
| 20      | 71  | Claudio Corti      | FTR Kawasaki | 23      | +1 vuelta | 21       |        |
| 21      | 50  | Damian Cudlin      | PBM          | 23      | +1 vuelta | 23       |        |
| 22      | 67  | Bryan Staring      | FTR Honda    | 23      | +1 vuelta | 24       |        |
| Ret     | 41  | Aleix Espargaró    | ART          | 12      | Caída     | 9        |        |
| Ret     | 23  | Luca Scassa        | ART          | 1       | Retirado  | 20       |        |
| Ret     | 52  | Lukáš Pešek        | Ioda-Suter   | 1       | Retirado  | 25       |        |
| Fuente: |     |                    |              |         |           |          |        |

### Resultados Moto2
La carrera fue interrumpida en la vuelta inicial por un accidente que involucro a Scott Redding, Álex Mariñelarena y Esteve Rabat. Para la reanudación, la distancia de carrera fue reducida de 23 a 15 vueltas.
| Pos.    | N.º | Piloto              | Constructor | Vueltas | Tiempo             | Parrilla | Puntos |
| ------- | --- | ------------------- | ----------- | ------- | ------------------ | -------- | ------ |
| 1       | 40  | Pol Espargaró       | Kalex       | 15      | 28:15.162          | 7        | 25     |
| 2       | 36  | Mika Kallio         | Kalex       | 15      | +1.344             | 1        | 20     |
| 3       | 12  | Thomas Lüthi        | Suter       | 15      | +3.379             | 12       | 16     |
| 4       | 19  | Xavier Siméon       | Kalex       | 15      | +8.420             | 2        | 13     |
| 5       | 60  | Julián Simón        | Kalex       | 15      | +10.315            | 19       | 11     |
| 6       | 18  | Nicolás Terol       | Suter       | 15      | +11.364            | 24       | 10     |
| 7       | 15  | Alex de Angelis     | Speed Up    | 15      | +12.718            | 21       | 9      |
| 8       | 77  | Dominique Aegerter  | Suter       | 15      | +15.609            | 8        | 8      |
| 9       | 30  | Takaaki Nakagami    | Kalex       | 15      | +18.414            | 22       | 7      |
| 10      | 54  | Mattia Pasini       | Speed Up    | 15      | +20.679            | 9        | 6      |
| 11      | 95  | Anthony West        | Speed Up    | 15      | +30.759            | 17       | 5      |
| 12      | 23  | Marcel Schrötter    | Kalex       | 15      | +31.134            | 20       | 4      |
| 13      | 49  | Axel Pons           | Kalex       | 15      | +31.335            | 23       | 3      |
| 14      | 8   | Gino Rea            | Speed Up    | 15      | +31.505            | 13       | 2      |
| 15      | 11  | Sandro Cortese      | Kalex       | 15      | +31.801            | 11       | 1      |
| 16      | 31  | Kohta Nozane        | TSR         | 15      | +41.840            | 28       |        |
| 17      | 88  | Ricard Cardús       | Speed Up    | 15      | +46.192            | 18       |        |
| 18      | 94  | Franco Morbidelli   | Suter       | 15      | +51.771            | 25       |        |
| 19      | 44  | Steven Odendaal     | Speed Up    | 15      | +54.433            | 32       |        |
| 20      | 35  | Tetsuta Nagashima   | Motobi      | 15      | +55.138            | 15       |        |
| 21      | 46  | Decha Kraisart      | Tech3       | 15      | +55.181            | 29       |        |
| 22      | 34  | Ezequiel Iturrioz   | Kalex       | 15      | +1:03.592          | 30       |        |
| 23      | 25  | Azlan Shah          | Moriwaki    | 15      | +1:32.681          | 26       |        |
| Ret     | 97  | Rafid Topan Sucipto | Speed Up    | 11      | Caída              | 5        |        |
| Ret     | 5   | Johann Zarco        | Suter       | 9       | Retirado           | 3        |        |
| Ret     | 81  | Jordi Torres        | Suter       | 8       | Caída              | 16       |        |
| Ret     | 96  | Louis Rossi         | Tech 3      | 8       | Retirado           | 27       |        |
| Ret     | 7   | Doni Tata Pradita   | Suter       | 2       | Caída              | 31       |        |
| Ret     | 3   | Simone Corsi        | Speed Up    | 1       | Caída              | 4        |        |
| DNS     | 80  | Esteve Rabat        | Kalex       | 0       | No tomo 2.ª salida | 6        |        |
| DNS     | 92  | Álex Mariñelarena   | Kalex       | 0       | No tomo 2.ª salida | 10       |        |
| DNS     | 45  | Scott Redding       | Kalex       | 0       | No tomo 2.ª salida | 14       |        |
| DNS     | 52  | Danny Kent          | Tech 3      |         | Lesionado          |          |        |
| Fuente: |     |                     |             |         |                    |          |        |

### Resultados Moto3
| Pos.    | N.º | Piloto                 | Constructor | Vueltas | Tiempo    | Parrilla | Puntos |
| ------- | --- | ---------------------- | ----------- | ------- | --------- | -------- | ------ |
| 1       | 12  | Álex Márquez           | KTM         | 20      | 39:45.953 | 3        | 25     |
| 2       | 25  | Maverick Viñales       | KTM         | 20      | +0.027    | 2        | 20     |
| 3       | 94  | Jonas Folger           | Kalex KTM   | 20      | +7.750    | 9        | 16     |
| 4       | 44  | Miguel Oliveira        | Mahindra    | 20      | +15.889   | 18       | 13     |
| 5       | 5   | Romano Fenati          | FTR Honda   | 20      | +18.323   | 26       | 11     |
| 6       | 8   | Jack Miller            | FTR Honda   | 20      | +18.432   | 5        | 10     |
| 7       | 17  | John McPhee            | FTR Honda   | 20      | +18.439   | 22       | 9      |
| 8       | 31  | Niklas Ajo             | KTM         | 20      | +25.608   | 17       | 8      |
| 9       | 23  | Niccolò Antonelli      | FTR Honda   | 20      | +25.950   | 7        | 7      |
| 10      | 41  | Brad Binder            | Mahindra    | 20      | +32.933   | 15       | 6      |
| 11      | 84  | Jakub Kornfeil         | Kalex KTM   | 20      | +33.067   | 16       | 5      |
| 12      | 11  | Livio Loi              | Kalex KTM   | 20      | +33.231   | 25       | 4      |
| 13      | 65  | Philipp Öttl           | Kalex KTM   | 20      | +33.668   | 32       | 3      |
| 14      | 89  | Alan Techer            | TSR Honda   | 20      | +39.006   | 27       | 2      |
| 15      | 29  | Hyuga Watanabe         | FTR Honda   | 20      | +39.259   | 12       | 1      |
| 16      | 61  | Arthur Sissis          | KTM         | 20      | +42.159   | 19       |        |
| 17      | 77  | Lorenzo Baldassarri    | FTR Honda   | 20      | +42.670   | 24       |        |
| 18      | 22  | Ana Carrasco           | KTM         | 20      | +46.487   | 35       |        |
| 19      | 57  | Eric Granado           | Kalex KTM   | 20      | +47.005   | 31       |        |
| 20      | 4   | Francesco Bagnaia      | FTR Honda   | 20      | +47.394   | 34       |        |
| 21      | 9   | Toni Finsterbusch      | Kalex KTM   | 20      | +48.496   | 14       |        |
| 22      | 58  | Juan Francisco Guevara | TSR Honda   | 20      | +51.341   | 33       |        |
| 23      | 33  | Sena Yamada            | Honda       | 20      | +1:00.508 | 10       |        |
| 24      | 42  | Álex Rins              | KTM         | 20      | +1:06.878 | 1        |        |
| 25      | 53  | Jasper Iwema           | Kalex KTM   | 20      | +1:10.254 | 11       |        |
| 26      | 80  | Hafiq Azmi             | FTR Honda   | 20      | +1:13.522 | 28       |        |
| Ret     | 10  | Alexis Masbou          | FTR Honda   | 19      | Caída     | 20       |        |
| Ret     | 3   | Matteo Ferrari         | FTR Honda   | 16      | Retirado  | 30       |        |
| Ret     | 21  | Luca Amato             | Mahindra    | 14      | Caída     | 29       |        |
| Ret     | 39  | Luis Salom             | KTM         | 8       | Caída     | 4        |        |
| Ret     | 91  | Hiroki Ono             | Honda       | 1       | Caída     | 8        |        |
| Ret     | 32  | Isaac Viñales          | FTR Honda   | 0       | Caída     | 6        |        |
| Ret     | 63  | Zulfahmi Khairuddin    | KTM         | 0       | Caída     | 13       |        |
| Ret     | 7   | Efrén Vázquez          | Mahindra    | 0       | Caída     | 21       |        |
| Ret     | 43  | Luca Grünwald          | Kalex KTM   | 0       | Caída     | 23       |        |
| Fuente: |     |                        |             |         |           |          |        |